# Резерват Ла Амистад и планинска верига Талманка
Резерватът Ла Амистад и планинската верига Талманка (на испански: Parque Internacional La Amistad) се намира в граничния регион между страните Коста Рика и Панама. Около 1,990,000 декара от парка се намират в Коста Рика и 2,070.000 декара в Панама. Най-високата точка на парка е високият 3549 м. връх Cerro Kamuk.
Паркът се състои в по-голямата си част от екваториални и планински екваториални гори. В района на парка до момента са открити над 3000 растителни вида. В него живеят над 600 вида птици, повече от 300 вида земноводни и влечуги и 120 вида риби. Има над 600 вида орхидеи.